# Dyckia spinulosa
Dyckia spinulosa är en gräsväxtart som beskrevs av Lyman Bradford Smith och Raulino Reitz. Dyckia spinulosa ingår i släktet Dyckia och familjen Bromeliaceae. Inga underarter finns listade i Catalogue of Life.